# Aghbougha II de Samtskhé
Aghbougha II Djaqeli (en géorgien : აღბუღა II ჯაყელი ; 1407-1451) est un prince (mtavari) géorgien qui sert comme atabeg de Samtskhé de 1444 à 1451. 

## Contexte
Aghbougha II est membre de la dynastie Djaqeli et fils du dirigeant séparatiste Jean III Djaqeli. En 1444, après la mort de son père, Aghbougha est nommé atabeg par le roi Vakhtang IV de Géorgie, fils d'Alexandre Ier le Grand. Le règne d'Aghbougha ne dure que sept ans, durant lesquels il se bat contre son oncle rebelle Qvarqvaré. En 1447, Aghbougha demande de l'aide au roi Georges VIII, à la suite de quoi le roi géorgien conduit une expédition militaire contre Qvarqvaré avant de le vaincre, sécurisant le pouvoir d'Aghbougha. Il meurt en 1451 et Qvarqvaré III lui succède comme atabeg.